# Антонов, Михаил Николаевич (журналист)
Михаи́л Никола́евич Анто́нов (род. 11 апреля 1972, Москва) — российский телеведущий и журналист, ныне возглавляет корреспондентское бюро «Вестей» в Германии.

## Биография
Родился 11 апреля 1972 года в Москве.
Окончил школу в 1989 году. По окончании школы работал в еженедельнике «Книжное обозрение». Осенью 1990 года призван на срочную службу, которую проходил в Калевальском погранотряде КСЗПО.
В 1993 году поступил на факультет журналистики МГУ, который окончил в 1998 году.
На третьем курсе университета начал работать на НТВ. В 1996 году был принят в телекомпанию на должность редактора, затем, с января 1997 по февраль 2000 года был корреспондентом программ «Сегодня» и «Итоги» на НТВ.
В марте 2000 года, вслед за своими коллегами с НТВ Олегом Добродеевым и Евгением Ревенко, Антонов переходит работать на государственный канал РТР. Изначально числился на телеканале в должности корреспондента информационной программы «Вести», через 20 дней впервые появился в качестве ведущего дневных выпусков этой передачи. Одно время в начале работы на ВГТРК вёл короткие выпуски «Вестей», выходившие в эфир на телеканале «Культура».
Работал в эфире в дни трагедии «Курска» и пожара на Останкинской телебашне в августе 2000 года, освещал террористические акты 11 сентября 2001 года и во время захвата школы в Беслане в сентябре 2004 года, президентских посланий и инаугураций. Лауреат премии ТЭФИ 2003 года в номинации «Ведущий информационной программы».
Являлся постоянным ведущим вечерних выпусков «Вестей» поочерёдно с Евгением Ревенко (2000—2001), Анной Титовой (2001), Сергеем Брилёвым (2001—2003) и Марией Ситтель (2003—2006). Также вёл радиопрограмму «Особое мнение» на «Радио России».
С мая 2006 по июль 2008 года представлял вечерние выпуски «Вестей» в 20:00 в паре с Татьяной Александровой (до 28 апреля 2007 года), позже с Фаридой Курбангалеевой (с мая 2007 года).
С сентября 2008 по июль 2023 года — собственный корреспондент ВГТРК в Германии, возглавляет берлинское бюро «Вестей», сменил на этой должности Ивана Родионова.
С 11 по 16 августа 2014 года единолично вёл главные вечерние выпуски «Вестей» на телеканале «Россия-1».

## Личная жизнь
Есть жена Анастасия и дети — сын Максим и дочь Виктория (род. 2005).
Хобби — игра на гитаре.

## Критика
22 марта 2016 года в эфире программы «Особое мнение» на радиостанции «Эхо Москвы» Евгения Альбац так охарактеризовала репортажи Михаила Антонова из Германии:

«Я уж не говорю о том, что репортажи Михаила Антонова из Германии — это просто фашиствующая пропаганда. Абсолютно! А рассказ о специальной ментальности Восточной Германии, в которой есть настоящий дух немца. А в Западной Германии… Мама родная! Ты слушаешь это, просто закрываешь глаза и думаешь: „Вроде, этот мальчик был приличный когда-то. Я же помню его. И как-то прилично работал“.»
— Главный редактор журнала «The New Times» Евгения Альбац.

## Награды
- Орден Почёта (12 мая 2016) — за большие заслуги в развитии телевидения и радиовещания, многолетнюю плодотворную деятельность[28]
- Орден Дружбы (27 июня 2007) — за большой вклад в развитие отечественного телевидения и многолетнюю плодотворную работу[29][30]
- Знак отличия «За заслуги в пограничной службе» II степени (1998, Москва)[31]